# Spreepark
Spreepark was een pretpark in het noorden van Plänterwald in de Berlijnse wijk Treptow-Köpenick.
Het park werd in 1969 geopend onder de naam Kulturpark Plänterwald en was met ongeveer 1,7 miljoen bezoekers per jaar het enige pretpark in de voormalige Duitse Democratische Republiek (DDR). Na de politieke veranderingen in de DDR en de samenvoeging van Oost- en West-Duitsland, werd in 1991 Spreepark herontworpen als een pretpark naar westers model, maar kreeg sinds 1999 vooral te kampen met economische moeilijkheden; het aantal bezoekers daalde tot 400.000 per jaar. Sinds het faillissement van het park en de sluiting in 2002, is het park verlaten en ligt de grond rond het park braak. In 2014 zijn er plannen gekomen om het pretpark te heropenen. Eind 2017 werd begonnen met een kleinschalige renovatie.